# Bailliage de Weggis
1380–1798
Le bailliage de Weggis est un bailliage du canton de Lucerne.

## Histoire
Le bailliage est composé des actuelles communes de Weggis et Vitznau. Les Habsbourg, qui détenaient les droits d'avouerie depuis 1306, les remirent en gage aux seigneurs de Ramstein, probablement après 1315. Ceux-ci les inféodèrent en 1342, avec la haute justice, à Niklaus von Hertenstein. En 1380, les Hertenstein les vendirent à Lucerne, qui en fit le premier bailliage lucernois. Le premier bailli est mentionné en 1392.

## Baillis
Le bailli est toujours un membre du Grand Conseil (législatif).
Les baillis sont les suivants :
- 1391-1393 : Burkhard Egeter ;
- 1393-1395 : Heinrich Frölich ;
- 1395-1397 : ?
- 1397-1399 : Jacob Menteler ;
- 1399-1401 : Johann von Thierikon ;
- 1401-1403 : Jacob Menteler ;
- 1403-1405 : Burkhard Egeter ;
- 1405-1407 : Heinrich Frölich ;
- 1407-1409 : Bürgi Sidler[4],[5] ;
- 1409-1411 : Werner von Meggen ;
- 1411-1413 : Bürgi Sidler[4] ;
- 1413-1415 : Jacob Menteler ;
- 1415-1417 : Bürgi Sidler[4] ;
- 1417-1419 : Werner von Meggen[6] ;
- 1419-1421 : Hans von Wyl ;
- 1421-1423 : Werner von Meggen ;
- 1423-1425 : Hans Zurgilgen ;
- 1425-1427 : Hans von Wyl ;
- 1427-1429 : Petermann Goldschmid[7] ;
- 1429-1431 : Antoni Hofstetter ;
- 1431-1433 : Niclaus Rüeber ;
- 1433-1435 : Hans von Wyl ;
- 1435-1437 : Petermann Goldschmid ;
- 1437-1439 : NN Kissling[8],[9] ;
- 1439-1441 : Ludwig Walter  ;
- 1441-1443 : ?
- 1443-1445 : Hans Giessmann (?)  ;
- 1445-1447 : Heinrich von Meggen ;
- 1447-1449 : Hans Giessmann (?) ;
- 1449-1451 : Rudolf Schiffmann[10],[11] ;
- 1451-1453 : Hans Ritzi[12] ;
- 1453-1455 : Hans Schlierer[10] ;
- 1455-1457 : Hans Feer[13] ;
- 1457-1459 : Rudolff von Bramberg ;
- 1459-1461 : Mathias Brunner ;
- 1461-1463 : Thetrich Krämpfli ;
- 1463-1465 : Jost Sonnenberg[14] ;
- 1465-1467 : Peter Kündig[15] ;
- 1467-1469 : Rudolf Zoger[16] ;
- 1469-1471 : Peter von Alikon[17] ;
- 1471-1473 : Hans Greper ;
- 1473-1475 : Niclaus von Meran[18] ;
- 1475-1477 : Hans Schürff[10] ;
- 1477-1479 : Heinrich Tamman ;
- 1479-1481 : Hans Schiffmann[10] ;
- 1481-1483 : Conrad von Meggen ;
- 1483-1485 : Hans Fassbind ;
- 1485-1487 : Peter Russ ;
- 1487-1489 : Peter Kündig ;
- 1489-1491 : Niclaus von Meran ;
- 1491-1493 : Hans von Moos ;
- 1493-1495 : Hans Razenhoffen[19],[20] ;
- 1495-1497 : Hans Fetter ;
- 1497-1499 : Heinrich Rosenschild[19] ;
- 1499-1501 : Peter Tamman[21] ;
- 1501-1503 : Peter Kääs[22] ;
- 1503-1505 : Ulrich Ritter[19] ;
- 1505-1507 : Niclaus Hutter ;
- 1507-1509 : Petermann Zimmerman[16] ;
- 1509-1511 : Peter von Meggen ;
- 1511-1513 : Hans Egsetter ;
- 1513-1515 : Hans Hug, der jung[23] ;
- 1515-1517 : Jacob Lienhard[24] ;
- 1517-1519 : Ludwig Russ ;
- 1519-1521 : Ludwig Razenhoffen[19] ;
- 1521-1523 : Heinrich von Fleckenstein[25] ;
- 1523-1525 : Hans von Fleckenstein ;
- 1525-1527 : Mangold von Wyl[26] ;
- 1527-1529 : Caspar Bisslig ;
- 1529-1531 : Hans von Fleckenstein ;
- 1531-1533 : Jost Köchlin ;
- 1533-1535 : Leodegari Weidhaas ;
- 1535-1537 : Leodegari von Hertenstein ;
- 1537-1539 : Jost von Meggen[27] ;
- 1539-1541 : Jacob Feer ;
- 1541-1543 : Antoni von Erlach ;
- 1543-1545 : Leodegari von Hertenstein ;
- 1545-1547 : Rennward Göldlin ;
- 1547-1549 : Aurelian Zurgilgen ;
- 1549-1551 : Jacob Umbgeltner ;
- 1551-1553 : Niclaus Am Lehn[24] ;
- 1553-1555 : Ludwig Schumacher[10] ;
- 1555-1557 : Hans Stadler ;
- 1557-1559 : Ulrich Utenberg ;
- 1559-1561 : Jost Zurgilgen  ;
- 1561-1563 : Heinrich Ritter[19] ;
- 1563-1565 : Niclaus Zu Kääs ;
- 1565-1567 : Melchior Am Lehn[24] ;
- 1567-1569 : Ulrich Utenberg ;
- 1569-1570 : Mauritz Krus ;
- 1570-1571 : Baschi Holdermeyer ;
- 1571-1573 : Niclaus Pfyffer[28] ;
- 1573-1575 : Sebastian Felix ;
- 1575-1577 : Christoph Cloos ;
- 1577-1579 : Josue Grebel[29] ;
- 1579-1581 : Mauritz Wirtz ;
- 1581-1583 : Martin Schwytzer[10] ;
- 1583-1585 : Bernard Meyer ;
- 1585-1587 : Martin Schwytzer[10] ;
- 1587-1589 : Jacob Meyer ;
- 1589-1591 : Beat am Rhyn ;
- 1591-1593 : Heinrich Cloos[30] ;
- 1593-1595 : Melchior Zurgilgen ;
- 1595-1597 : Josue Grebel ;
- 1597-1599 : Heinrich Pfyffer[28] ;
- 1599-1601 : Mauritz Welti ;
- 1601-1603 : Jost Pfyffer, der jünger[31] ;
- 1603-1605 : Hans Stalder ;
- 1605-1607 : Josue Grebel ;
- 1607-1609 : Jacob Feer[32] ;
- 1609-1611 : Fridli Ulrich ;
- 1611-1613 : Adam Entli ;
- 1613-1615 : Caspar Pfyffer, der jünger[28] ;
- 1615-1617 : Adam Utenberg ;
- 1617-1619 : Hans Kündig ;
- 1619-1621 : Ludwig Pfyffer[28] ;
- 1621-1623 : Wendel Petermann ;
- 1623-1625 : Melchior Zurgilgen ;
- 1625-1627 : Joseph am Rhyn ;
- 1627-1629 : Johannes Razenhoffen[19] ;
- 1629-1631 : Balthazar Zimmermann[16] ;
- 1631-1633 : Aurelian Zurgilgen ;
- 1633-1635 : Balthazar Zimmermann ;
- 1635-1637 : Jacob Meyer ;
- 1637-1639 : Niclaus Schumacher ;
- 1639-1641 : Caspar Meyer ;
- 1641-1643 : Leodegari von Lauffen ;
- 1643-1645 : Hans Ludwig Peyer im Hof[28] ;
- 1645-1647 : Bernard von Fleckenstein ;
- 1647-1649 : Jacob Meyer ;
- 1649-1651 : Hans Leopold Cysat[33] ;
- 1651-1653 : Jost Wäber (olim Weber)[3] ;
- 1653-1655 : Hans Leopold Cysat ;
- 1655-1657 : Johann Baptist Bircher ;
- 1657-1659 : Wendel Ludwig Schumacher[10] ;
- 1659-1661 : Walter an der Allmend ;
- 1661-1663 : Jost Segesser[4] ;
- 1663-1665 : Jacob Pfyffer[28] ;
- 1665-1667 : Jost Carl Emmanuel Cysat[34] ;
- 1667-1669 : Raymund Peter Pfyffer[28] ;
- 1669-1671 : Frantz Mohr ;
- 1671-1673 : Martin Käppeli ;
- 1673-1675 : Jost Pfyffer ;
- 1675-1677 : Jost Bernhard Pfyffer[28] ;
- 1677-1679 : Joseph Niclaus Krus ;
- 1679-1681 : Mattin Käppeli ;
- 1681-1683 : Jacob Balthazar[35] ;
- 1683-1685 : Joseph Leodegar Schwytzer[10], Carl Jacob Cysat, Carl Pfyffer ;
- 1685-1687 : Carl Pfyffer ;
- 1687-1689 : Carl Pfyffer ;
- 1689-1691 : Heinrich Ludwig Segesser[4] ;
- 1691-1693 : Carl Pfyffer[28] ;
- 1693-1694 : Alphons von Sonnenberg[36] ;
- 1694-1695 : Carl Pfyffer ;
- 1695-1697 : Hans Jacob Schindler[10] ;
- 1697-1699 : Johannes Rusca (olim Rusconi[37])[19] ;
- 1699-1701 : Xaveri Meyer ;
- 1701-1703 : Heinrich Ludwig Göldlin ;
- 1703-1705 : Jakob Franz Antoni Schwytzer von Buonas[38],[39],[10] ;
- 1705-1707 : Jost Antoni von Fleckenstein ;
- 1707-1709 : Gall Antoni Hartmann ;
- 1709-1711 : Jacob Bernhard Haas ;
- 1711-1713 : Franz Joseph Pfyffer[28] ;
- 1713-1715 : Antoni Studer ;
- 1715-1717 : Jacob Bernhard Haas ;
- 1717-1719 : Jost Dietrich Bircher ;
- 1719-1721 : Jacob Bernhard Haas ;
- 1721-1723 : Joseph Rudolf Hartmann[29] ;
- 1723-1725 : Heinrich Rennward Göldlin ;
- 1725-1727 : Caspar Leonti Zurgilgen ;
- 1727-1729 : Adam Joseph von Sonnenberg[36] ;
- 1729-1731 : Johann Melchior von Lauffen ;
- 1731-1733 : Heinrich Rennward Wussing (?) ;
- 1733-1735 : Niclaus Antoni Haas ;
- 1735-1737 : Frantz Mauritz Rütimann ;
- 1737-1739 : Joseph Ludwig Wäber (olim Weber) ;
- 1739-1741 : Urs Wilhelm Thüring (?)
- 1741-1743 : Egidi Antoni von Fleckenstein[32] ;
- 1743-1745 : Carl Ignari Xaveri Dullicker[40] ;
- 1745-1747 : Joseph Ulrich Pfyffer ;
- 1747-1749 : Caspar Aurelian Zurgilgen ;
- 1749-1751 : Franz Xaveri Schumacher[10] ;
- 1751-1753 : Joseph Ignati Pfyffer von Heidegg[28],[41] ;
- 1753-1755 : Jost Ludwig (ou Jost Ignati Alphons Xaveri) von Sonnenberg[36] ;
- 1755-1757 : Joseph Xaveri Niclaus Tolentin Wussing ;
- 1757-1759 : Beat Frantz Maria Lang ;
- 1759-1761 : Joseph Frantz Xaveri Niclaus Wussing ;
- 1761-1763 : Frantz Xaveri Schnider ;
- 1763-1765 : Niklaus Dürler[42] ;
- 1793-1795 : Joseph Pfyffer von Heidegg[43].

### Secrétaires baillivaux
- 1773-1775 : Johann Jost Mahler[44] ;
- 1783-1785 : Johann Jost Mahler[44].